# George Bernard Shaw
Pour les articles homonymes, voir George Shaw, Bernard Shaw et Shaw.
Œuvres principales
- Pygmalion (1912)

George Bernard Shaw (né à Dublin, le 26 juillet 1856 et mort à Ayot St Lawrence, Angleterre, le 2 novembre 1950) est un critique musical, dramaturge, essayiste, auteur de pièces de théâtre et scénariste irlandais. Acerbe et provocateur, pacifiste et anticonformiste, il obtient le prix Nobel de littérature en 1925.
Il est également l'un des membres de la Fabian Society et l'un des cofondateurs de la London School of Economics avec Graham Wallas, Sidney et Beatrice Webb.

## Biographie
George Bernard Shaw naît à Dublin le 26 juillet 1856 dans une famille protestante d' ascendance anglaise issue de la petite bourgeoisie. Il est le plus jeune et l’unique garçon des quatre enfants que compte la famille. Il acquiert une culture littéraire et musicale étendue. À l'âge de vingt ans, il rejoint à Londres sa mère, séparée de son père alcoolique. Il s'intéresse à l'économie politique et au socialisme ; la lecture de Karl Marx est pour lui une révélation. À côté de son activité de militant politique, il devient critique d'art et de musique, puis critique dramatique et écrit de nombreux essais.
Après avoir tenté en vain de publier cinq romans, George Bernard Shaw s'intéresse à partir de 1892 au théâtre pour lequel il écrit plus de cinquante pièces. Il développe alors un style où sa verve humoristique, mieux mise en valeur, fait de lui un maître incontesté du théâtre anglophone. Dans ses premières pièces, très engagées mais peu jouées, George Bernard Shaw s'attaque aux abus sociaux. La pièce Le Héros et le Soldat, produite en 1894 aux États-Unis, marque le début de sa notoriété internationale.
George Bernard Shaw fréquente le cercle Fabian Society, où il rencontre Charlotte Payne Townshend qu'il épouse en 1898. Atteint de maladie et de surmenage, il réduit son activité politique. Ses succès et son mariage, la même année, mettent fin à sa vie de bohème. Sans jamais cesser de s'intéresser à la politique et aux questions sociales, il se consacre désormais entièrement à ses œuvres, pièces à thèse, où il tourne en ridicule le conformisme social. Son talent et sa renommée sont récompensés par le prix Nobel de littérature en 1925. Il remporte en 1939 un Oscar pour le scénario adapté de sa pièce Pygmalion au cinéma, mais il n'aurait jamais beaucoup estimé cet honneur : on raconte que, chez lui, il se servait de la statuette pour bloquer les portes. Resté très actif tout au long de sa vie, il meurt des suites d'une chute à l'âge de 94 ans, et est crématisé au Golders Green Crematorium.

#### Autres pièces

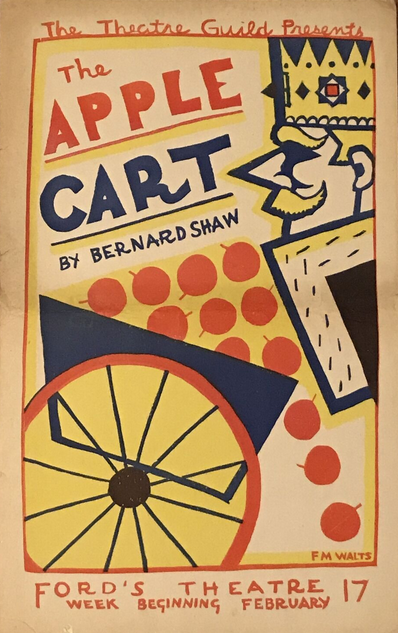
Affiche pour The Apple Cart par Frank Walts, première américaine au Théâtre Ford (1930).